# Женски покрет
Женски покрет су различити друштвени покрети, који траже једнака права за жене у друштвеним активностима, личном животу и политици. Женске групе у свету теже да промене законе који их дискриминишу. Такође, теже да прошире самосвест жена и да оповргну традиционалне стереотипе о жени као пасивној, зависној и нерационалној.